# Багремово
Багремово (серб. Багремово) — село в Сербії, належить до общини Бачка-Топола Північно-Бацького округу в багатоетнічному, автономному краю Воєводина.

## Населення
Населення села становить 208 осіб (2002, перепис), з них:
- мадяри — 168 — 82,35%;
- серби — 33 — 16,17%;

Решту жителів  — з десяток різних етносів, зокрема: боснійці, румуни, роми і кілька русинів-українців.